# Dospat (fiume)
Il Dospat (in bulgaro Доспат?, in greco Δεσπάτης?) è un fiume dei monti Rodopi occidentale, il più importante affluente del Mesta.

## Geografia
Nasce in Bulgaria dal Rozov vrah (“picco della rosa”, alto 1643 m) e scorre verso sud-est fino al lago di Dospat, dopo il quale fa una curva a sud-ovest, continuando sostanzialmente verso sud; alla fine nel Mesta come tributario di sinistra presso il villaggio greco di Kato Nevrokopi, poco più a sud del confine greco-bulgaro.